# سید علی بهبهانی
سید علی بهبهانی (۱۲۶۳ - ۱۳۳۶) قاضی دادگستری، سناتور و نماینده مجلس شورای ملی بود.
فرزند سید عبدالله بهبهانی از رهبران انقلاب مشروطه بود. برادر بزرگترش سید احمد بهبهانی نیز از دوران احمد شاه قاجار تا محمدرضا شاه پهلوی نماینده تهران در مجلس شورای ملی بود و در آخرین دوره حضورش در مجلس، رهبری جناح اکثریت را در دست داشت. 
سید عبدالله بهبهانی همچون پدر و مادر تحصیلات حوزوی کرد. در تهران و قم و نجف درس خواند و به درجه اجتهاد رسید. سپس به استخدام عدلیه درآمد و به قضاوت پرداخت و لباس روحانیت از تن درآورد و تا معاونت دادستان کل و ریاست شعبه در دیوان عالی کشور پیش رفت.
بهبهانی در سال ۱۳۲۶ در دوره پانزدهم مجلس شورای ملی به جای برادرش به نمایندگی تهران برگزیده شد. در دوره بعد نیز نماینده بود و برای تصویب قانون ملی شدن صنعت نفت کوشید. در دوره دوم مجلس سنا به سناتوری رسید و در همین سمت درگذشت.
با وجود کارهای مثبت وی، نامبرده پیامی به انگلیسی ها فرستاد که به موجب آن، در صورتی که مبلغی پول به وی اهدا شود، حاضر است که در مورد مسئله نفت، رفتار معقول تری را اتخاذ کند